# Schoor (Nederweert)
Schoor (Limburgs: Schoôr) is een buurtschap behorende tot de gemeente Nederweert in de Nederlandse provincie Limburg.
De buurtschap ligt twee kilometer ten zuiden van het dorp Nederweert, nabij het Kanaal Wessem-Nederweert.
Centraal in Schoor staat de Onze-Lieve-Vrouw van Lourdeskerk. Omstreeks 1900 werd op deze plek een wegkruis geplaatst. In 1916 werd hier een neogotische kapel gebouwd, die in 1951 en 1958 aan de zuidzijde werd uitgebouwd tot de huidige zaalkerk.
De oorspronkelijke kapel dient nu als ingang tot de kerk. In de apsis van de kapel bevindt zich een kleine Lourdesgrot.

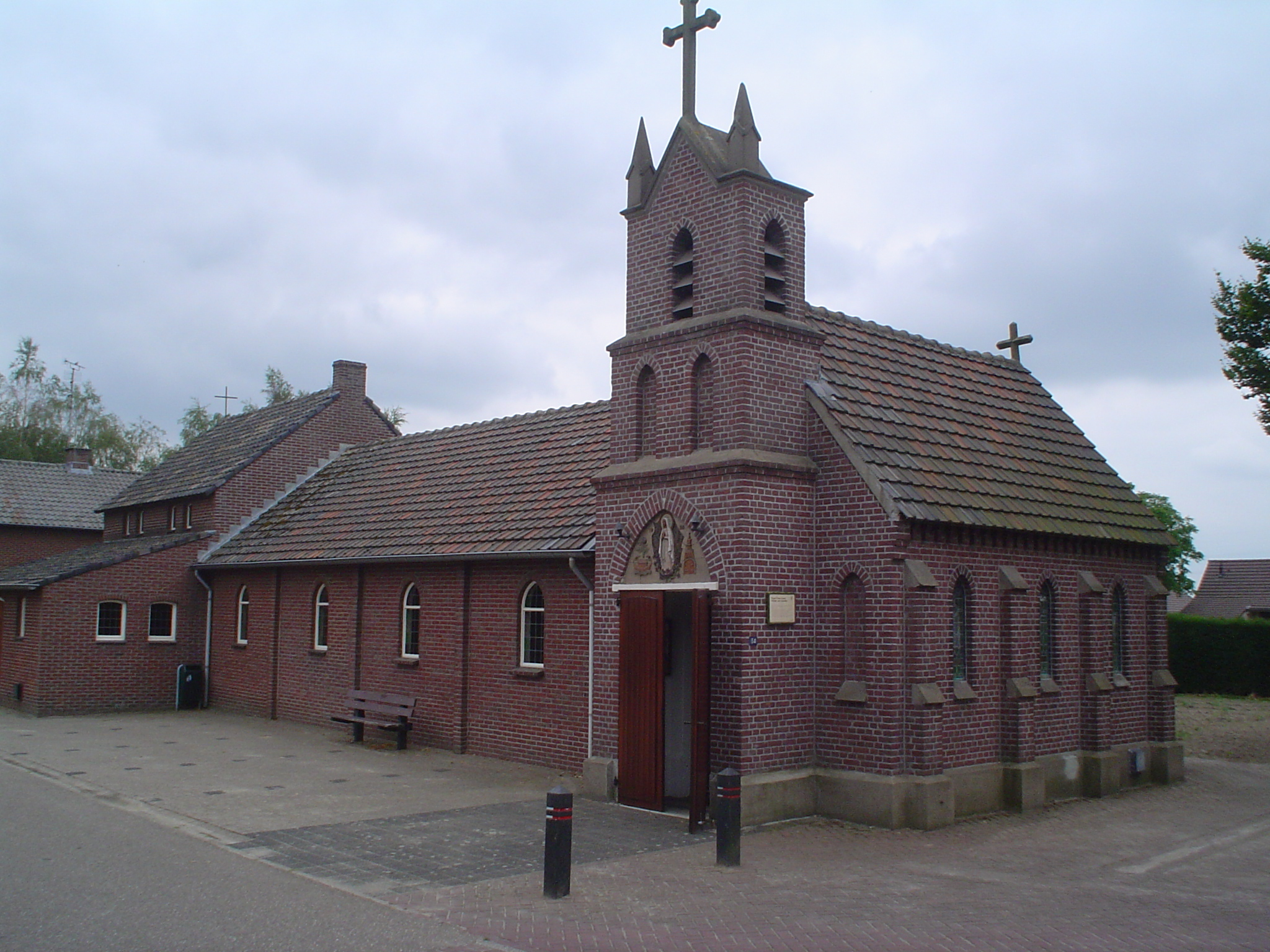
De OLV van Lourdeskerk met op de voorgrond de oorspronkelijke kapel

Dorpen: Budschop · Leveroy · Nederweert · Nederweert-Eind · Ospel · Ospeldijk

Buurtschappen en gehuchten: Boeket · Bosserstraat · De Nieuwe Hoeven · Horick · Horickheide · Hulsen · Klaarstraat · Kreijel · Mildert · Nieuw- en Winnerstraat · Roeven · Schoor · Strateris · Waatskamp

Limburg: Steden en dorpen      Nederland: Provincies · Gemeenten